# Ruch Iskry
Ruch Iskry (węg. Szikra Mozgalom) – lewicowy ruch polityczny na Węgrzech, założony w 2020 przez grupę aktywistów wywodzących się z inicjatywy Szabad Budapest Fórum, którzy w 2019 wspierali kampanie kandydatów zielonych i lewicowych w wyborach samorządowych. Obecnie Szikra działa jako zarejestrowane stowarzyszenie, którego celem jest wdrażanie wyraźnie lewicowej polityki skoncentrowanej na reprezentacji interesów pracowniczych, ochronie środowiska naturalnego oraz wzmacnianiu wartości demokratycznych.

## Historia
Zalążek ruchu stanowiła inicjatywa Szabad Budapest, utworzona w 2019 przez młodych ludzi pochodzących zarówno z prowincji, jak i z lokalnych społeczności Budapesztu. Wspierali oni czterech kandydatów w kampaniach wyborczych: Gergelya Karácsonyego – współprzewodniczącego partii Dialog (Párbeszéd), ubiegającego się o urząd prezydenta miasta; Andrása Pikó – byłego dziennikarza i aktywistę, kandydata na burmistrza VIII dzielnicy z ramienia inicjatywy C8 Civilek Józsefvárosért; Krisztinę Baranyi – kandydatkę na burmistrza IX dzielnicy oraz Balázsa Szücsa – pastora kalwińskiego, ubiegającego się o urząd w VII dzielnicy.
Najbardziej spektakularną akcją przedwyborczą grupy była demonstracja Pożegnanie z Tarlósem, zorganizowana w przeddzień wyborów samorządowych. Uczestnicy przemaszerowali z transparentami przed ratusz w Budapeszcie, symbolicznie żegnając ustępującego prezydenta miasta Istvána Tarlósa. Wszyscy wspierani przez ruch kandydaci zwyciężyli w swoich okręgach.
Na fali sukcesu wyborczego w 2019, Ruch Iskra został formalnie założony 14 października 2020 jako organizacja o długofalowej strategii działania.
W wyborach parlamentarnych w 2022 kandydat związany z ruchem, András Jámbor, startujący z ramienia koalicji Zjednoczeni dla Węgier, zdobył mandat w okręgu obejmującym dzielnice Józsefváros i Ferencváros w Budapeszcie.
12 stycznia 2024 ruch został jednym z członków-założycieli Sojuszu Zielonej Lewicy Europy Środkowo-Wschodniej (ang. Central-Eastern European Green Left Alliance, CEEGLA), wspólnie z organizacjami: Razem (Polska), Partia Demokracji i Solidarności (Rumunia), Przyszłość (Czechy), Ruch Społeczny (Ukraina) oraz Razem. Sojusz Lewicy (Litwa).